# CR奇跡の電役キャプテンロバート
『CR奇跡の電役キャプテンロバート』（シーアールきせきのぱちんこキャプテンロバート）は、2007年3月に豊丸産業から販売された一般電役タイプのパチンコ。保通協への登録名は「CR奇跡の電役キャプテンロバートZ」。

## 概要
大当たり確率1/143.8、大当たり継続率96.4％（いずれもメーカー発表値）という高確率、一般電役タイプではあるが大当たり中の右打ちが不要という特徴を持っている。ラウンド中のBGMはロードオブメジャーの「僕らだけの歌」などがある。

## 遊び方
1. 盤面左にあるスルーチャッカーを玉が通過すると液晶画面のデジタルが回転する。
2. デジタルの図柄が3つ揃うと、「I」と書かれている電動チューリップ（電チュー）が開放する。このときに玉を必ず入賞させなければならない。入賞がなかった場合は大当たりの権利を失ってしまう。
3. 「I」入賞後は盤面中央下の「II」「III」電チューが連続して開放し、出玉を増やす。
4. 1回の大当たりで得られる出玉は約85個（メーカー発表）。

## トレジャーチャンス
大当たり中は「トレジャーチャンス」と呼ばれる状態に突入し、液晶画面上でキャラクターが「伝説の男」とバトルを展開する。バトルに勝利すると大当たり継続となり、再び「I」電チューが開放して上記の3.に戻る。また、出玉とは関係のない遊び要素ではあるが、連チャン回数に応じてレベルが上がり、称号を得ることができる。
敗北した場合は大当たり終了となるが、32回転の「死海モード」に突入する。大当たり確率に変化はないが、この間に再び大当たりした場合はそれまでのレベルや称号を引き継ぐことができる。

## システムの特色
かつての一般電役のような形状をしているが、実際は「I」だけが普通電動役物であり、これが特別図柄の始動口（いわゆるスタートチャッカー）を兼ねている。「II」「III」の電チューは特別電動役物（いわゆるアタッカー）である。
液晶画面で演出がなされるのは普通図柄抽選であり、この普通図柄が揃うと、普通電動役物である「I」が開放される（4.5秒または8カウント）。ここに入賞させると、特別図柄の抽選がなされるという仕組みである。特別図柄は右下の７セグメントデジタル表示である。ほぼ確実に(1/1.001)特別図柄は当たり、特別電動役物である「II」「III」が連動して作動する（各1.5秒×1または1カウント）。特別図柄の最大保留数は4であるため、「I」に十分な数の入賞があった場合、II～IIIの電チューはおおむね5回連動して開閉する。
これら一連の動作が終了すると、再び普通図柄の抽選が行われる。ここで重要になるのは、普通図柄の揃う確率が通常時には1/143.8であるのに対し、高確率時はほぼ1であることだ。確率変動かどうかは、特別図柄の抽選のたびに決定されるので、最後の特別図柄の抽選で確率変動（割合は81/84）であれば（または高確率状態でハズレを引けば）、直ちに普通図柄の抽選が行われてほぼ確実に普通図柄が揃い、再び「I」が開放される。これが本機における連チャンである。なお、復活演出は、高確率状態に普通図柄でハズレを引いた際に、次の回転で行われる。また、高確率状態では「I」が開放した際に1個も入賞させない場合でも高確率状態が維持されるため、連チャン中はこのタイミングで席を立つことが出来る（但し、初当たり時はまだ通常状態であるため、通常状態が維持されてしまう）。
メインの液晶で演出されるのが普通図柄であるため、時短はない。

## スペック

### CR 奇跡の電役キャプテンロバートZ
- 大当たり（特別電動役物の開放）
  - （低確率）：1/1.001
  - （高確率）：不明
- 小当たり（普通電動役物の開放）
  - （低確率）：1/143.8
  - （高確率）：不明
- 賞球数：6（始動口、大入賞口） & 13（その他の入賞口）
- 普通電動役物の開放1回あたりの、概ねの入賞個数：8カウント
- 特別電動役物の開放1回あたりの、概ねの入賞個数：1カウント
- 大当たりの確変割合：81/84（96.4%）
- リミット：なし
- 時短：なし
- 小当たり1回あたりの、普通電動役物の開放時間及び回数 ：4.5秒×1回